# ولسوالی ارغستان

ولسوالی‌های ولایت قندهار

وُلُسوالی اَرغِستان یکی از ولسوالی‌های ولایت قندهار در افغانستان است. این شهرستان در شمال شرقی استان قندهار واقع شده است. مرکز این استان روستای ارغستان است که در مرکز ولسوالی و در دره رود ارغستان واقع شده است.

## جمعیت
جمعیت این ولسوالی در حدود ۶۵۰۰ نفر است.

## مردم
مردم این شهرستان از تیرهٔ پشتون ابدالی هستند.